# Cave aux Fées (Brueil-en-Vexin)
Das Galeriegrab Cave aux Fées (deutsch „Feenhöhle“) in Brueil-en-Vexin im Département Yvelines in der Region Île-de-France in Frankreich wurde 1768 erstmalig erwähnt. Es wurde zum ersten Mal 1824 oder 1825 ausgegraben, ein zweites Mal zwischen 1864 und 1867, als Vermessungen durchgeführt wurden. Während des Deutsch-Französischen Krieges von 1870 bis 1871 forschten dort preußische Offiziere, um 1876 französische Offiziere. Die ersten offiziellen Ausgrabungen, die Adrien de Mortillet, ein Sohn von Gabriel de Mortillet, durchführte, fanden 1889 statt. 
Anschließend wurde das Galeriegrab seinem Schicksal überlassen und diente während des Zweiten Weltkriegs als Deponie für militärisches Gerät. 1957 erfolgte die Reinigung des Geländes und Einstufung als Monument historique. 1970 wurde es restauriert.
Die semi-megalithische neolithische Anlage, die in der Flanke eines Hügels nordwestlich von Paris liegt, hatte einst die Form eines etwa 14,0 m langen, rechteckigen gedeckten Ganges, wobei der Zugang in Richtung des Abhangs liegt. Die Kammer ist etwa 11,8 m lang und leicht trapezoid. Die Breite beträgt 2,25 m am Ende und 2,0 m in der Nähe des Zugangs. Der Abschluss wird von einer 2,8 m breiten und 1,7 m hohen Platte gebildet. Die Wände bestehen aus Sandsteinplatten, die senkrecht in den Boden gesetzt und deren Zwischenräume mit Kalkstein gefüllt wurden. Die nächste Sandsteinlagerstätte befindet sich auf einem 250 m entfernten Hügel.
Geblieben sind 17 Tragsteine der Wandkonstruktion der Vor- und Hauptkammer, die großflächig von Trockenmauerwerk aus Kalkstein ergänzt wurde, und ein Teil der radial gelegenen Platte, die Reste eines eckigen Seelenloches zeigt. Die Decksteine über der Vorkammer und der Kammer, die im 18. Jahrhundert noch vorhandenen Dachplatten wurden im 19. Jahrhundert als Baumaterial verwendet. Laut Mortillet befand sich 1889 noch ein Deckstein in situ und ein zweiter (2,40 m lang und 2,0 m breit) war in die Kammer gestürzt. In einem Teil der Anlage war der Plattenboden intakt. 
Die Zahl der Bestattungen, von denen Knochen gefunden wurden, wird auf etwa 150 geschätzt. Aufgrund der Langknochen wurde die durchschnittliche Körpergröße der Individuen von Manouvrier auf 1,61 m für Männer und 1,52 m für Frauen geschätzt. Andere Fundobjekte waren ein Axtrohling, Feuersteinklingen, Knochenwerkzeuge, Knochen- und Perlmuttperlen, Muscheln, die als Anhänger verwendet wurden, durchbohrte Kleintierzähne und Scherben schwarzer Keramik.
In der Nähe liegt das Galeriegrab von Guiry-en-Vexin.

Cave aux Fées
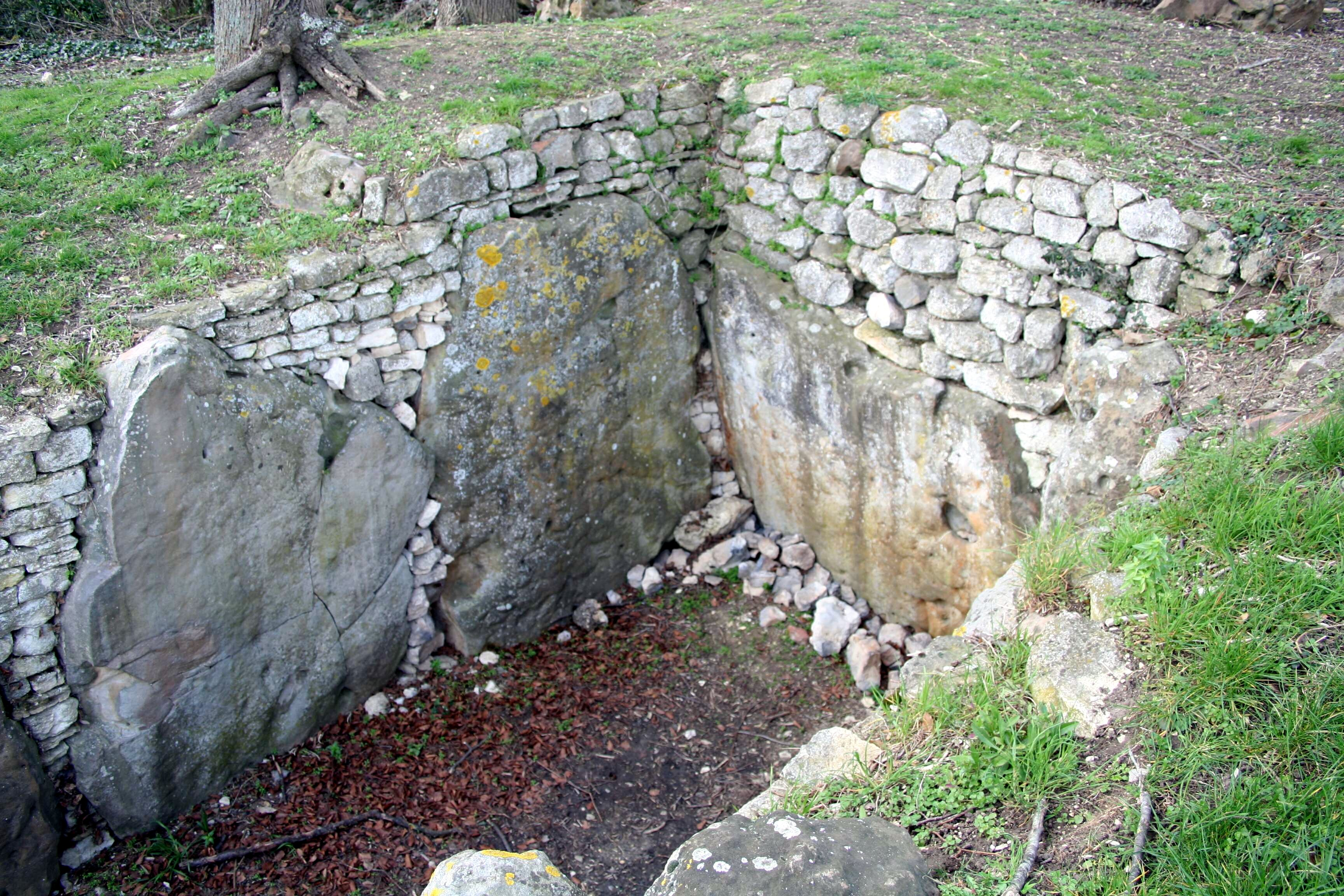
Kopfseite
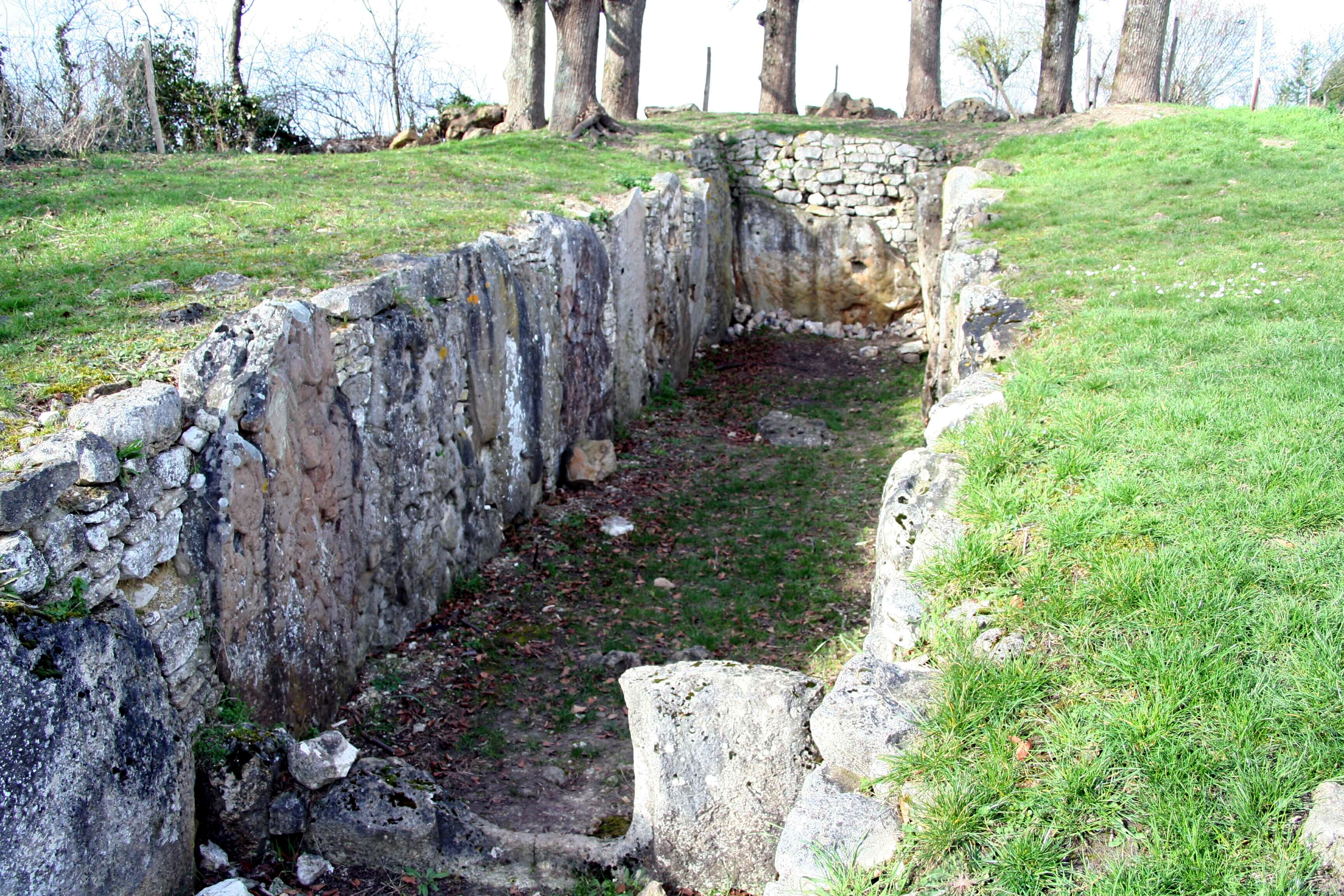
Seitenwand links
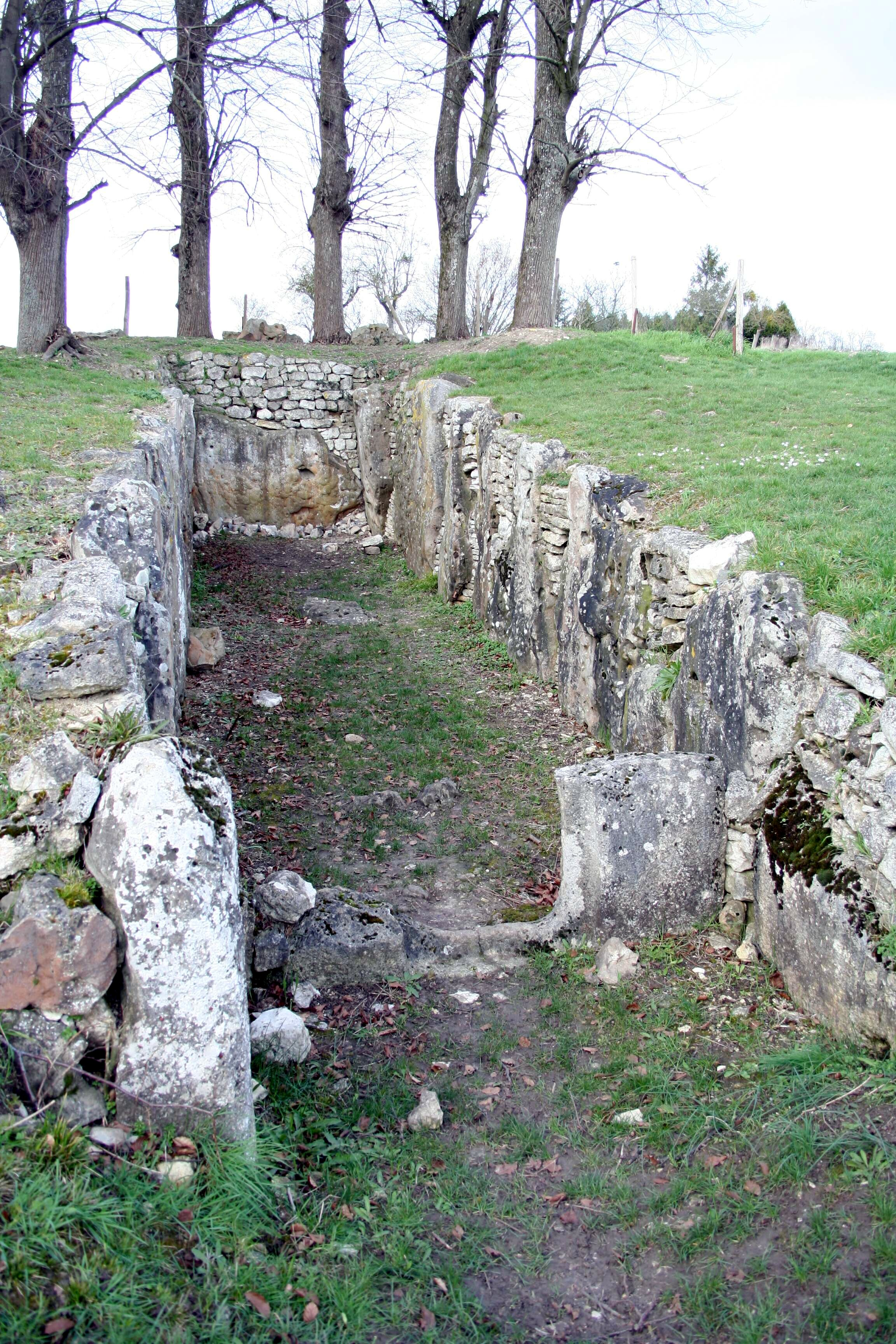
Galeriegrab Cave aux Fées
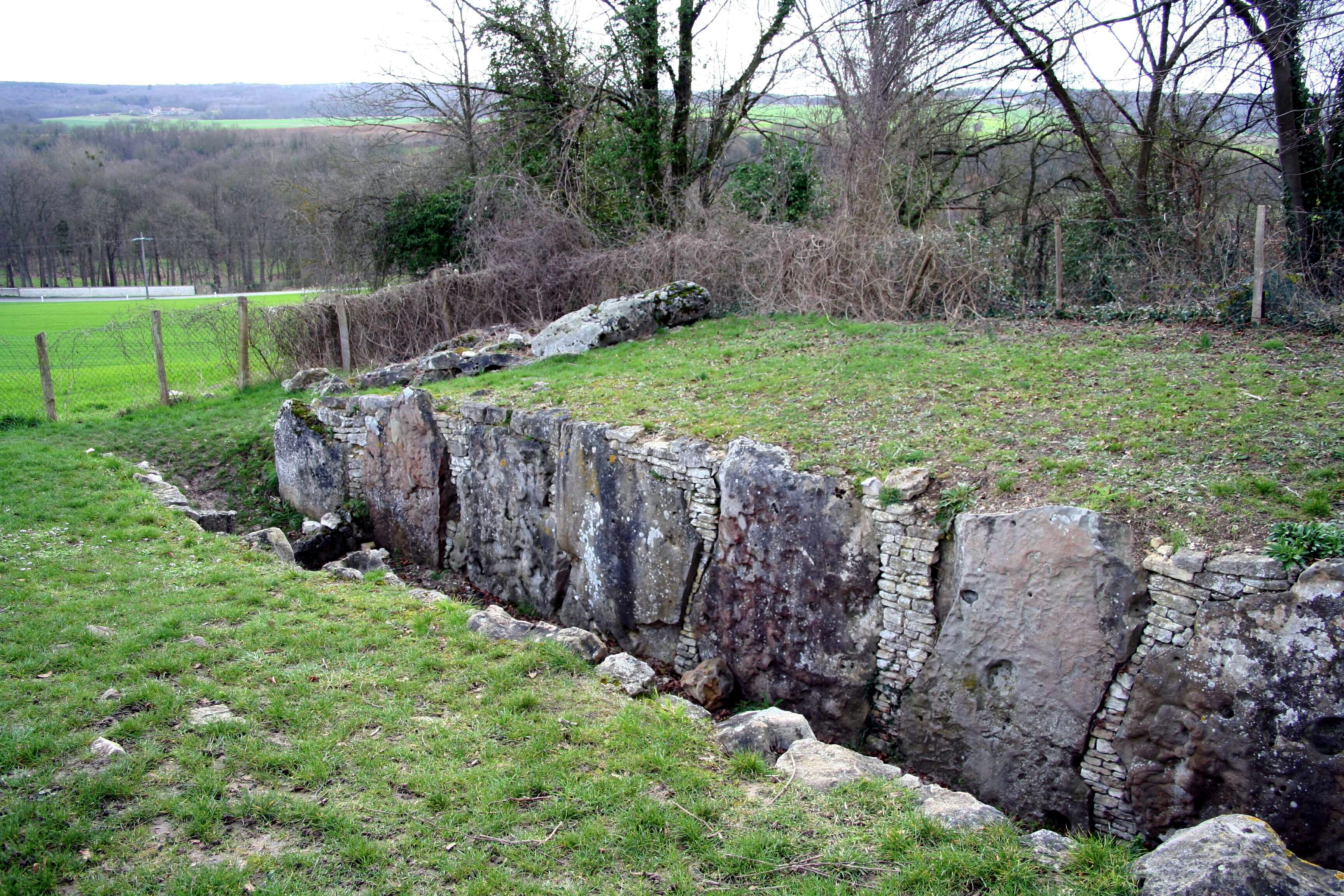
Blick Richtung Zugang und Tal